# Antonina Żbikowska
Antonina Żbikowska   (ur. 20 września 2009) – polska aktorka dubbingowa, teatralna oraz radiowa. Córka Joanny Pach-Żbikowskiej. Jest uczennicą Warsztatowej Akademii Musicalowej przy Teatrze Muzycznym ROMA w Warszawie.  

## Polski dubbing

### Filmy
- 2016: Mikołaj w każdym z nas – Sonia Andersen
- 2017: Riko prawie bocian – malutki Riko
- 2017: Wonder Woman – młoda Diana Prince
- 2017: Piraci z Karaibów: Zemsta Salazara
- 2017: Gru, Dru i Minionki – Agnes
- 2017: Kacper i Emma jadą w góry – Emma
- 2017: Taran i magiczny kocioł – dziewczynka elf
- 2017: Sekretne życie Kyle’a – Agnes
- 2017: Mikołaj ratuje walentynki – dziecko
- 2017: Kacper i Emma w teatrze – Emma
- 2017: Książka Lili
- 2017: Dzieci lata – Eydís
- 2018: Czarna Pantera
- 2018: Luis i obcy – Sarah
- 2018: Player One
- 2018: Tam, gdzie mieszka Bóg
- 2018: Zombi
- 2018: Jak zostać czarodziejem
- 2018: Ant-Man i Osa – Cassie Lang
- 2018: Dziadek do orzechów i cztery królestwa
- 2018: Pettson i Findus – Najlepsza Gwiazdka – dziewczynka 2
- 2018: Grinch – Izzy
- 2018: Robin Hood: Początek
- 2018: Uczeń Świętego Mikołaja
- 2018: Ralph Demolka w internecie
- 2018: Wicher. Przyjazd Ari – Ari
- 2019: Kapitan Marvel – mała Carol Danvers
- 2019: Shazam! – Darla Dudley
- 2019: Ostatnie wakacje
- 2019: Kraina cudów – Sierra
- 2019: X-Men: Mroczna Phoenix – młoda Jean Grey
- 2019: Sekretne życie zwierzaków domowych 2 – Molly
- 2019: Wilk w owczej skórze 2
- 2019: Toy Story 4
- 2019: Słynny najazd niedźwiedzi na Sycylię – Almerina młodsza
- 2019: Cały świat Romy –
  - Tess,
  - Koleżanka
- 2021: Pogromcy duchów. Dziedzictwo – Phoebe

### Seriale
- 2019: My Little Pony: Przyjaźń to magia – Wind Sprint (odc. 202)
- 2012-2018: Jeźdźcy smoków
- 2013: Mixele
- 2015: Chwile z muppetami – Dziewczynka 2
- 2015: Pidżamersi – Luna (odc. 53-58, 60)
- 2016: Kosmiczny Jet – Lexo
- 2016: Spytaj Mądroboty – Isla
- 2017: Fatalna czarownica
- 2017: Tru i Tęczowe Królestwo – Tru (odc. 11-19, S1-S4, P1-P8)
- 2017: Yakka Dee – Dee
- 2018: Mała lama – Anita
- 2018: Smoczy Książę – Ellis
- 2018: Trolle: Impreza trwa! – CJ
- 2018: Dom pod jabłonką
- 2018: Między nami, kuzynami – Ivy
- 2018: Blue – Blue
- 2019: Frytka i Kartofelcia – Frytka
- 2019: Przygody Rybki MiniMini – Lola
- 2019: Klub Kaylie – Amber
- 2019: T.O.T.S. Troskliwie Odlotowy Transport Słodziaków
- 2019: The Mandalorian
- 2020: Mighty Express[1]
- 2021: Arcane – Powder[2]

### Dokumenty
- 2016: Mali bohaterowie – Ambre

### Słuchowiska
- Matysiakowie – Basia Matysiak
- 2014: Chodź na słówko – Dziecko
- 2018: Filary Ziemi – Młoda Martha
- 2019: Druciany krzyżyk
- 2019: Dwór nie taki straszny. Sceny z życia Stanisława Moniuszki
- 2019: Kto się nie schowa, ten kryje
- 2019: Trzy paczki papierosów
- 2020: Tadeusz Kościuszko – bohater dwóch światów[3]
- 2021: Głosy we mgle[4]
- 2021: Dekalog[5]
- 2021: Cygan z Różyca[6]
- 2022: Biały ląd[7]

### Gry komputerowe
- 2020: Cyberpunk 2077

## Filmografia
- 1999: Na dobre i na złe – Dziecko na korytarzu
- 2016: Kobieta sukcesu – Tosia
- 2018: Dobro powaraca – Tosia
- 2021: Jakoś to będzie – Marta w roku 1986[8]

## Teatr
- Teatr Wielki w Warszawie: Ognisty anioł (2018)[9]